# Bomberman Jetters (jeu vidéo)
Ne doit pas être confondu avec Bomberman Jetters.
Bomberman Jetters  est un jeu vidéo d'action développé par Capcom et édité par Hudson Soft, sorti en 2002 sur GameCube, PlayStation 2 et Game Boy Advance.
Il est basé sur l'anime du même nom.

## Parcelle
Mujoe et le Dr Mechado ont conçu un plan pour détruire la planète Bomber en y faisant s'écraser l'Étoile Noire. Shout informe White Bomber de la menace imminente et il part arrêter les quatre moteurs de l'Étoile. Max rattrape White Bomber dans son vaisseau et accepte de l'accompagner dans sa mission.
Cette intrigue est très vaguement basée sur l'anime, bien que de nombreux points de l'intrigue diffèrent, car elle a été conçue pour être une suite de Bomberman Generation plutôt qu'une adaptation en jeu vidéo de la série animée. Par exemple, White Bomber agit de manière beaucoup plus mature et capable de combattre les ennemis tout seul que son portrait original dans l'anime, et Shout ne se dispute jamais avec lui, agissant uniquement comme son guide et son mentor. Bagura n'apparaît nulle part dans le jeu, bien qu'il soit un personnage majeur de l'anime.
De plus, des personnages comme Shout, le Dr Ein et Birdy ont un rôle très déconnecté dans le jeu, ne communiquant avec White Bomber que par radio et n'apparaissant jamais en personne. En dehors d'une apparition jouable sans rapport avec l'histoire dans le mode Battle, il n'y a aucune mention de Mighty. La différence la plus frappante est peut-être que Max n'est jamais représenté comme un méchant et n'est qu'un allié de White Bomber. Curieusement, Gangu est le seul autre membre des Jetters à avoir un modèle 3D dans le jeu.

## Accueil
- GameSpot : 6/10 (GC)[1]
- IGN : 6,7/10 (GC)[2]